# Rzeczywista obecność Chrystusa w Eucharystii
Rzeczywista obecność Chrystusa w Eucharystii – w Kościele katolickim jeden z dogmatów stanowiący, że Jezus Chrystus jest prawdziwie, rzeczywiście i substancjalnie obecny w Eucharystii, a nie tylko symbolicznie lub metaforycznie. Źródłem tej doktryny są Ewangelie, a jej wykładnią dla wiernych jest Katechizm Kościoła Katolickiego. W czasie mszy świętej (modlitwy eucharystycznej) następuje przeistoczenie, czyli transsubstancjacja, a następnie przyjęcie przez wiernych Eucharystii, czyli ciała i krwi Pana Jezusa w postaci substancjalnej.

## Według Ewangelii
Jezus Chrystus ustanawia Eucharystię i mówi że jest ona jego ciałem i krwią.

### Ewangelia według św. Mateusza
A gdy oni jedli, Jezus wziął chleb i odmówiwszy błogosławieństwo, połamał i dał uczniom, mówiąc: „Bierzcie i jedzcie, to jest Ciało moje”.
Następnie wziął kielich i odmówiwszy dziękczynienie, dał im, mówiąc: „Pijcie z niego wszyscy, bo to jest moja Krew Przymierza, która za wielu będzie wylana na odpuszczenie grzechów.

### Ewangelia według św. Marka
A gdy jedli, wziął chleb, odmówił błogosławieństwo, połamał i dał im mówiąc: „Bierzcie, to jest Ciało moje”. Potem wziął kielich i odmówiwszy dziękczynienie dał im, i pili z niego wszyscy. I rzekł do nich: „To jest moja Krew Przymierza, która za wielu będzie wylana”.

### Ewangelia według św. Łukasza
Następnie wziął chleb, odmówiwszy dziękczynienie połamał go i podał mówiąc: „To jest Ciało moje, które za was będzie wydane: to czyńcie na moją pamiątkę!” Tak samo i kielich po wieczerzy, mówiąc: „Ten kielich to Nowe Przymierze we Krwi mojej, która za was będzie wylana”.

### Ewangelia według św. Jana
„Kto spożywa moje Ciało i pije moją Krew, ma życie wieczne, a Ja go wskrzeszę w dniu ostatecznym.
Ciało moje jest prawdziwym pokarmem, a Krew moja jest prawdziwym napojem. Kto spożywa moje Ciało i Krew moją pije, trwa we Mnie, a Ja w nim. Jak Mnie posłał żyjący Ojciec, a Ja żyję przez Ojca, tak i ten, kto Mnie spożywa, będzie żył przeze Mnie”.

## Według Katechizmu Kościoła Katolickiego
Wykładnia dla wiernych.

Wypełniamy to polecenie, celebrując pamiątkę Jego ofiary. Ofiarujemy w niej Ojcu to, co On sam nam dał: dary Jego stworzenia, chleb i wino, które mocą Ducha Świętego i słów Chrystusa stają się Jego Ciałem i Krwią. W ten sposób Chrystus uobecnia się rzeczywiście, chociaż w sposób tajemniczy.

W liturgii Mszy świętej wyrażamy naszą wiarę w rzeczywistą obecność Chrystusa pod postaciami chleba i wina, między innymi klękając lub skłaniając się głęboko na znak adoracji Pana. Ten kult uwielbienia, należny sakramentowi Eucharystii, okazywał zawsze i okazuje Kościół katolicki nie tylko w czasie obrzędów Mszy świętej, ale i poza nią, […].